# Hans Caspersen
Hans Caspersen (7. juli 1782 på Christianshavn – 20. marts 1865 i København) var en dansk ankersmed.

## Virke
Han blev født på Christianshavn, hvor hans fader, Johannes Caspersen (1757 - 18. oktober 1816), var smed; moderen hed Anna Dorothea født Weilbach (1763 - 17. januar 1841). Efter at have gået i Efterslægtselskabets Skole, hvor han var klassekammerat med Adam Oehlenschläger, bestemtes han til søen og foretog i årene 1795-97 en rejse med et af Asiatisk Kompagnis skibe til Ostindien og Kina, men han kom derefter i smedelære hos sin fader og etablerede sig allerede 1803 som smed på Krøyers Plads. Samtidig hermed blev han brandmester i Københavns Brandvæsen og gjorde som sådan tjeneste under byens bombardement i 1807. Noget før dette havde han købt en gård i Strandgade på Christianshavn, og her begyndte han nu sin store virksomhed (ankersmedje, jernstøberi og maskinværksted), som han personligt drev lige til 1857, da han overdrog den til en søn. Hans særlige specialitet var smedning af ankerkæder, der tidligere kom hertil fra England, og tilvirkning af jernvandkasser til skibsbrug. For stadig at kunne følge med i sit fag foretog han fra 1820 til 1840 ikke færre end fem englandsrejser, ikke at tale om rejser til Sverige, Norge og Tyskland.
Han udvidede sine værksteder ved ejendomskøb i Wildersgade og Strandgade, og i 1834 indrettede han et jernstøberi på hjørnet af Bådsmandsstræde og Overgaden neden Vandet. Her byggedes den dampmaskine, som blev nødvendig for hans etablissement. To af hans sønner, Johannes Caspersen (1806-1877) og Hans Caspersen (1811-1882), blev oplært i engelske maskinværksteder. Fra 1839 dreves det under firmaet H. Caspersen & Sønner, blev overtaget af sønnen Hans 1857, men ophørte som fallit 1860.

## Tillidshverv
I et par år var han oldermand for smedelauget som sin far og farfar. Fra 1821 var han medlem af Stadens 32 mænd og fra 1840 til 1843 var han borgerrepræsentant i København, fra 1823 til sin død kommitteret i Kjøbenhavns Brandforsikring og fra 1824 til 1861 kirkeværge for Vor Frelsers Kirke på Christianshavn, desuden havde han, fra Flakkebjerg Opdragelsesanstalt blev indrettet (1836), sæde i dens bestyrelse og blev i 1834 suppleant for København i Roskilde Stænderforsamling uden dog at komme til at give møde. 1828 blev han Dannebrogsmand og 1853 Ridder af Dannebrog.
20. marts 1865 døde han i København, næsten 83 år gammel. 5. august 1803 havde han i Vor Frelsers Kirke ægtet en datter af grovsmed Jørgensen (ca. 1740-1820) og Maren Simonsdatter' (ca. 1752 - tidligst 1801), Kirstine Jørgensen (døbt 26. december 1778 i samme kirke - 23. december 1823).
Han er begravet på Holmens Kirkegård. Han nedskrev et manuskript med sine erindringer, der findes på Det Kongelige Bibliotek.

## Gengivelser
Der findes et portrætmaleri af ham. Han er også portrætteret på Jørgen Sonnes frise på Thorvaldsens Museum 1846-50. To litografier, det ene fra 1850 af Em. Bærentzen & Co. (begge Det Kongelige Bibliotek).